# Potápka americká
Potápka americká (Podilymbus podiceps) je druh potápky, který se vyskytuje na rybnících a jezerech Severní a Jižní Ameriky.

## Systematika
Druh popsal již Carl Linné v roce 1758 v 10. vydání Systema naturae jako Colymbus podiceps. Druhové jméno podiceps pochází z latinského podex, podicis („řiť“, „zadnice“) a pes („noha“). Po vyhynutí potápky obrovské (Podilymbus gigas) je potápka americká jediným zástupcem rodu Podilymbus. Rozeznávají se tři poddruhy s následujícím rozšířením:
- P. p. podiceps (Linnaeus, 1758) – severozápadní Kanada, USA, Mexiko, Střední Amerika;
- P. p. antillarum Bangs, 1913 – Karibik;
- P. p. antarcticus (Lesson, RP, 1842) – východní Panama a sever Jižní Ameriky (kromě povodí Amazonky) až po střední Chile a střední Argentinu.

## Popis

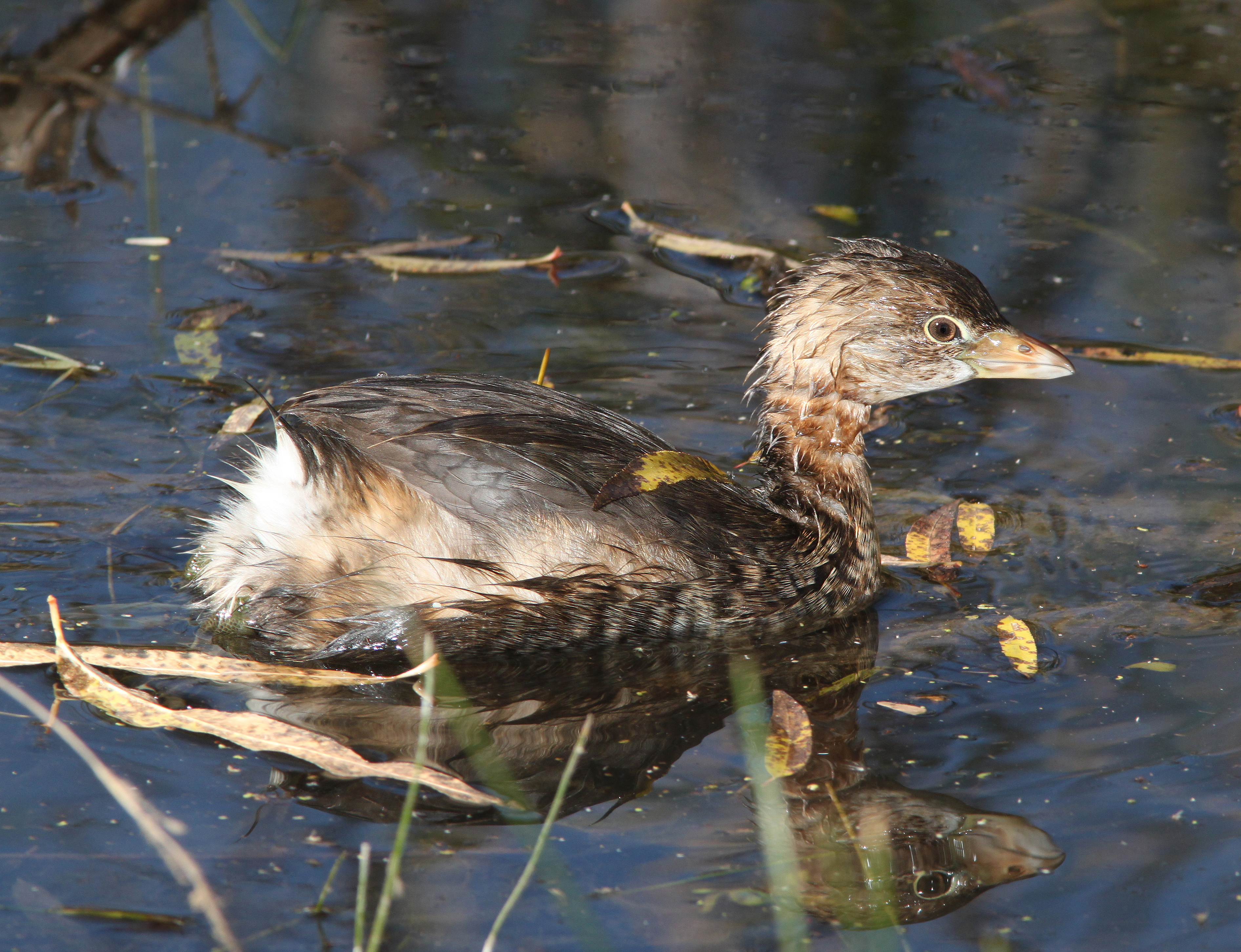
Potápka americká v prostém šatu s patrným bílým hrdlem a nažloutlým zobákem bez černé pásky

Délka těla dosahuje 31–38 cm, rozpětí křídel se pohybuje mezi 46–62 cm, váha těla bývá mezi 375–475 g.
Tato malá potápka má nápadně silný zobák, krátký krk a velmi krátký ocas. Hnízdní šat je šedohnědý, hruď a šíje jsou červenohnědé, hrdlo je černé. Zobák v době hnízdění je bělavý s nápadným příčným černým páskem uprostřed; mimo hnízdění je nažloutlý, bez pásky. Prostý šat se vyznačuje bílým hrdlem. Duhovky jsou tmavě červenohnědé a kolem očí se nachází tenký bílý oční kroužek.

## Výskyt
Vyskytuje se od Kanady přes Spojené státy americké, Mexiko, Střední Ameriku a Karibik až po jižní oblasti Jižní Ameriky. Chybí hlavně v povodí Amazonky. Zatímco některé populace jsou stálé, jiné podnikají kratší či delší migrace. Populace ze severních oblastí Severní Ameriky a Velkých planin, kde dochází v zimě k zamrznutí vodních ploch, na zimu táhnou na jih, občas až do Střední Ameriky. Populace z jižních oblastí Spojených států amerických nebo Mexika jsou stálé. Potápka americká táhne v noci a během jediného přeletu může uletět i 3200 km. Občas se zatoulá i do Evropy – ve Spojeném království je pozorována vzácně, avšak pravidelně. Známí jsou i zatoulanci z Francie, Španělska, Nizozemí, Norska nebo Polska.

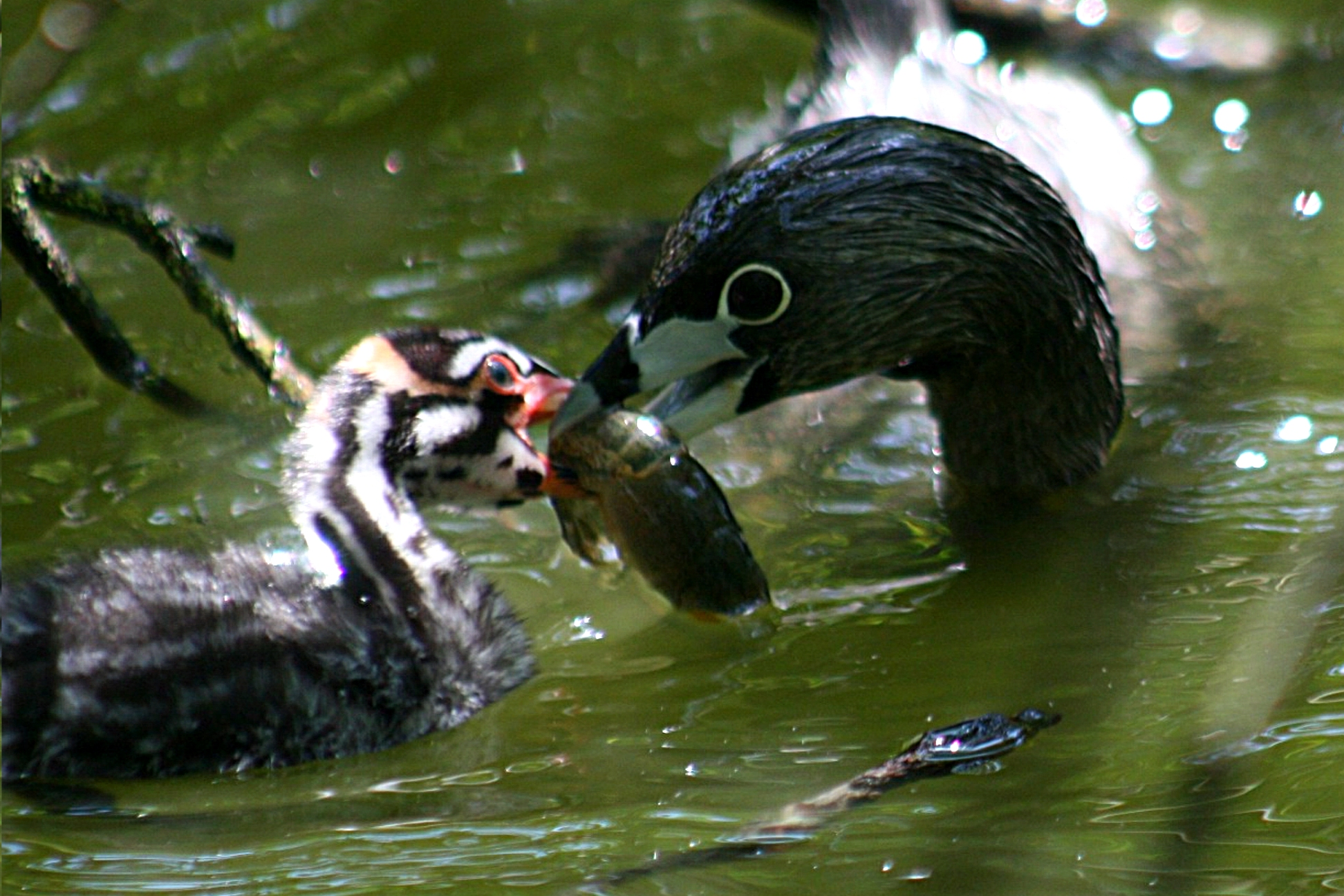
Dospělec krmící mládě

Je tolerantní vysoce modifikovaným habitatům, takže ji lze běžně zahlédnout při hnízdění na jezerech a rybnících napříč Severní Amerikou. Obývá hlavně stojaté a pomalu tekoucí vodní plochy. Vyhledává především sladké vody, avšak je do jisté míry tolerantní i mírně slaným (brakickým) vodám. Vyskytuje se od hladiny moře do 2400 m n. m.

## Biologie
K vokálním projevům patří různá vrčení a kvílení. V době toku se ozývá zvukem kup-kup-kaau-kaau, který se postupně zrychluje a vzdáleně připomíná kukání kukačky.

### Potrava
Živí se širokou škálou různých druhů korýšů, ryb, obojživelníků, hmyzu a dalších bezobratlých. Potravu sbírá občas z vodní vegetace nebo ji chytí za letu, avšak nejčastěji se pro ni potápí. Jedná se o výborného potápěče; pod vodou dokáže vydržet až 30 vteřin. Dospělci se někdy potápí se svými potomky pod křídly.

### Hnízdění

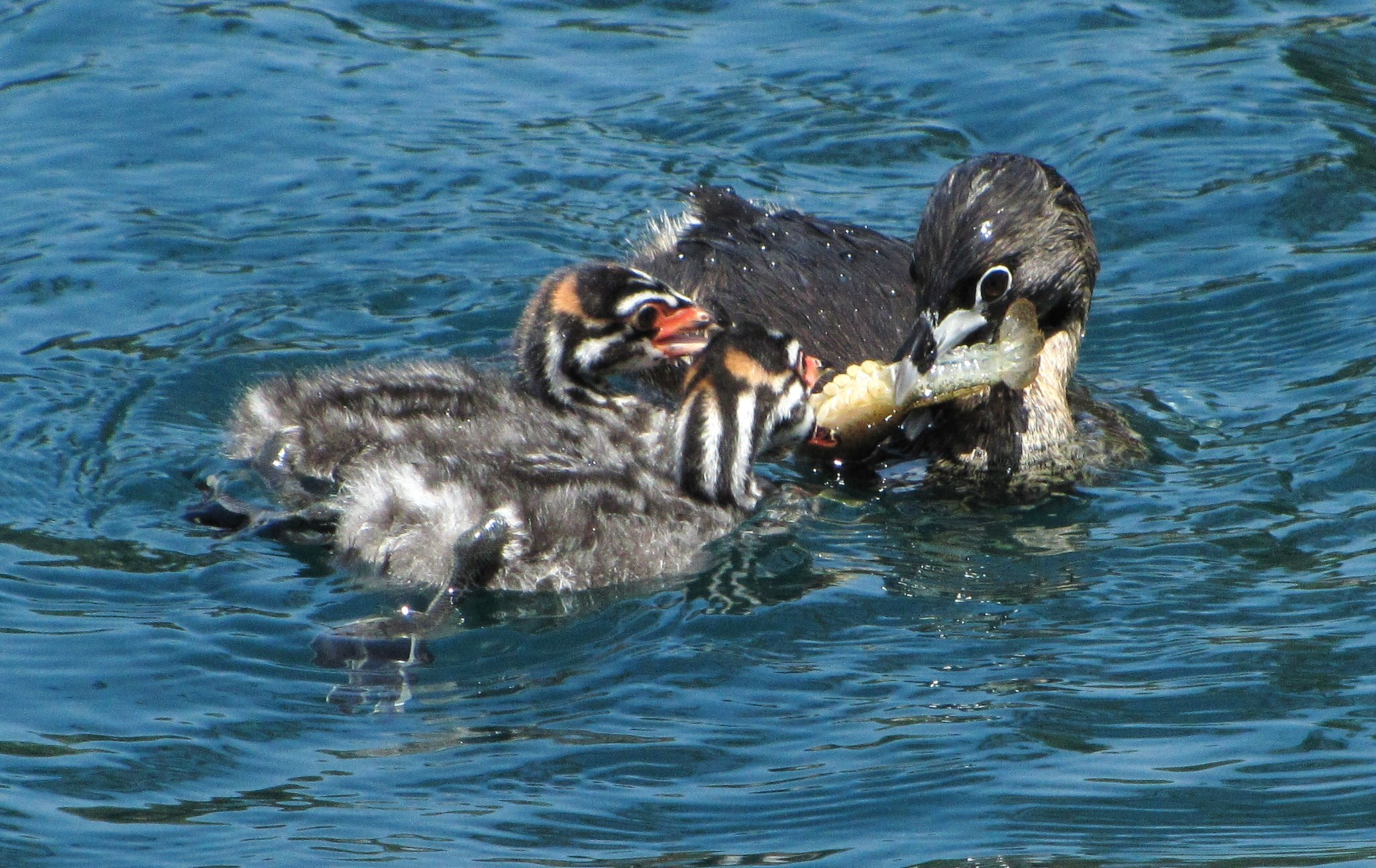
Dospělec se dvěma juvenilními jedinci

K hnízdění dochází od dubna do října. Na rozdíl od řady jiných druhů potápek jsou námluvy potápek amerických spíše vokální než vizuální a pár potápek amerických lze často zaslechnout, jak spolu tokají v duetech. K vizuálním projevům patří vystrkování hrudí nad vodu a předvádění otoček za hlasitého pokřiku.
Hnízdo si staví přímo na vodě, kde bývá ukotveno v tlející vodní vegetaci či v rákosí. Samice klade 4–7 vajec a pár potápek typicky vychová dvě snůšky za jedno hnízdní období. Vejce mívají rozměr kolem 30×44 mm. Jejich barva bývá namodrale až nazelenale bílá. Inkubace trvá kolem přibližně 23–27 dní. Prekociální mláďata opouští hnízdo krátce po vylíhnutí – vyškrábou se na hřbet rodiče, na kterém tráví první týden života.

## Ohrožení
Mezinárodní svaz ochrany přírody (IUCN) hodnotí druh jako málo dotčený. Nic jej akutně neohrožuje a jeho populace je stabilní nebo na mírném vzestupu. Globální populace se v roce 2019 odhadovala na 500 000 dospělých jedinců.